# 労働貴族
労働貴族（ろうどうきぞく、英語: Labor aristocracy）とは、労働者の中の貴族を意味する用語。一般の労働者よりも不当に特別高い賃金や特権的な待遇を得ている労働組合幹部層または労働組合そのものを批判的に指す用語。類似用語は赤い貴族、貴族労組(きぞくろうそ、英:Aristocratic union)など。

## 概要
小学館のデジタル大辞泉によると一般労働者よりも特別に賃金が高い又は高い社会的地位を得ている特権的な労働者層。また、大企業の労使協調的な労働組合幹部をさすこともあると解説している。
ブリタニカ・ジャパンのブリタニカ国際大百科事典によると、イギリス資本主義の発展段階で植民地収奪に基づく超過利潤の分け前で経済的・社会的地位の改善をはかった熟練労働者など一般の労働者よりも高い賃金や高い地位を得たことで、価値観や世界観がプチブルジョア化した特権的労働者層を指すとしている。レーニンは『帝国主義論』において、独占に基づく労働貴族の発生を説明し、批判をしていた。平凡社の世界大百科事典によるとフリードリヒ・エンゲルスは著書『イギリスにおける労働者階級の状態』の1892年版の序文で、当時のクラフト・ユニオン（職能別組合）が排他的手段で職業ごとの利益を追求していると非難してこの用語を使用し、大衆的労働運動を主張する人々の間でこの用語が普及した。20世紀以降に労働組合が大衆化・巨大化して労働組合役員が固定的な層になると、これを批判する用語「労働官僚」とほぼ同じ意味でも使用されている。
1916年、ウラジーミル・レーニンは著書『帝国主義論』で、労働運動・社会主義運動の中で労働貴族は、海外の植民地支配など帝国主義によってもたらされた超過利潤によって買収されて自国の帝国主義戦争を支持し、労働者階級の利益を裏切っている人々を「労働貴族」と記して批判していた。
newsweekは韓国の自動車業界で不況に伴う給与や福利厚生、企業年金のカットが続く中、韓国で最も賃金の高いブルーカラー労働者の一つであり、1987年から4年を除いて毎年ストライキを行うヒュンダイ自動車労組のことを「 Hyundai's all-powerful "aristocratic union" 」と表現している。現代で車を1台作るのに30時間かかるのに対し、トヨタでは約22時間、フォードでさえ26時間である。そのため、サムスン証券の自動車アナリスト、キム・ハクジョーは、「現代自動車の人件費は、生産性に比べて高すぎる」「トヨタとのギャップはますます拡大している。」と語っている。組合の過度の要求と汚職スキャンダルに、韓国人消費者は現代自動車をボイコットするキャンペーンを行った。

## 社会主義国の例
「全ての労働者の平等」の実現をその最大の目的においた共産主義や社会主義が発展する段階で、党中央や労働組合などに所属する一部の労働者が、その運動や活動の過程で権力や財力を得て「全ての労働者の平等」とは懸け離れた状態、そのような行為を行っている人物を指す。旧ソビエト連邦や中華人民共和国など、社会主義や共産主義を標榜する国家における共産貴族、ノーメンクラトゥーラなど。ベネズエラでは労働組合幹部が、資本家とともに福祉を独占していた。

## 資本主義国の例

### 南アフリカ共和国
南アフリカ共和国では、財界・企業経営者と一部労働組合の癒着が見られる。南アフリカの国営企業は、2009年から約9年続いたズマ政権下で汚職や縁故主義がはびこり、軒並み経営の危機にある。国営電力会社エスコムは、国内の電力シェアの9割以上を担いながら度々計画停電を行い、安定した電力供給ができておらず、更に4000億ランド以上の債務を抱えている。また、破綻の危機が伝えられる国営南アフリカ航空について、南アフリカ公営企業省は2019年12月1日に「今のままでは存続できない」との声明を発表した。南アフリカ航空では、同年11月に賃上げやリストラ計画を巡って労働組合が約1週間にわたるストライキを実施し、財務内容が急激に悪化したことで、大手旅行会社が同社の航空券の取り扱い中止を表明する事態になっていた。国営企業の経営難は経済の足を引っ張っており、国家による国営企業への巨額の支援は、景気刺激の財政出動も縛っている。

### 大韓民国
韓国では右派政党と対立する左派政党側であるが、左派政権でも無許可デモに沈黙するなど国内最大の労働組合である全国民主労働組合総連盟（民主労総）が大きな影響力を誇っている。民主労総は過激なデモで知られており、左派政権時代でも過激な運動を継続し、阻止しようとする韓国警察や経営側関係者に負傷者が度々出る事態となっている。自分たちの「ろうそくデモ」が誕生させたと主張する文在寅政権に入って、労働貴族だとの批判の声と活動の横暴さが増したと指摘されていたが、2019年6月に委員長が一時拘束されたことで、文政権への対抗姿勢を一層強めている。大企業労組組合員の正社員のみが高い給与を貰いながら、赤字のときさえも毎年賃上げ要求のストライキ、労働組合員の子の優先採用という「雇用世襲」、国内工場新設0を招く国内投資と雇用の衰退、下請けの仕事を奪ったりするなど貴族労組が特に社会・経済問題になっている。現代自動車労組は、前述のとおり2018年3月までに1987年の創設以来4年間を除いて毎年ストライキを繰り返し、「現代自動車の工場ラインは年に11ヶ月しか稼動しない」とまで言われている。2007年9月の労使合意では、1997年以来10年ぶりにスト無しで年内の賃金・団体交渉の合意に至ったが、合意事項には「新車の生産工場と生産量を労使共同委員会で審議・議決する」「海外工場の新設・増設はもちろん、国内生産車種の海外移転や海外生産製品の第3国輸出までも労組の同意を受ける」という内容となっており、今後の工場建設や国内車種の海外移転、海外生産品の輸出に至るまで、組合員雇用に影響を及ぼす事案について労組の同意を必要とするという、現代自動車は事実上経営権を労組に握られたに等しい状況となった。現代自動車では組合による運動を回避するために海外生産を増やした結果、2009年に65パーセントだった韓国国内生産は、10年間で約30パーセントに低下した。元現代自労組委員長のイ・サンボムは2017年10月、組合による経営干渉によって企業の競争力が低下し、会社の発展を阻害したことを認めた。

### 日本
1960年代以降の日本では、労使協調路線の下で、民間企業の御用組合幹部は経営陣から特権を与えられ、組織内での出世が約束されることが多かった。公務員労組からは社会党や民主党、共産党などの左派政党を中心とする支援政党から国会議員や地方議員に立候補し、組合員の支援を受け当選して権力を手にした者は現在も少なくない。公務員労組のヤミ専従も大きな問題になっている。
全日本空輸（ANA）においては、パイロット組合がストライキ権を盾に会社側に様々な要求を突き付けており、その結果、ファーストクラスが用意されている路線にパイロットが業務移動時に搭乗する場合、ファーストクラスに搭乗（食事などの機内サービスも乗客と同様）する様に、また新幹線移動時は普通指定席ではなくグリーン車に、自動車移動時はタクシーでなくハイヤーにするようにパイロット組合と会社の間で決められている。なお、同業他社の日本航空においては経費削減の為、ハイヤー通勤はおろか、タクシー通勤も廃止された。また、ファーストクラスやグリーン車の搭乗も以前から廃止されている。この事は全日本空輸の高コスト体質の一例として語られることも多い。
日本の労働貴族の代表的な人物としては、日産自動車で権勢を振るい「塩路天皇」と呼ばれた塩路一郎、日本労働組合総連合会初代会長で“労働戦線統一”の功績により叙勲された山岸章が挙げられる。高杉良は『労働貴族』で塩路を登場人物のモデルにし、また『対決』においても労働貴族を採り上げている。

## 関連文献・記事
- CiNii>労働貴族